# Don't Forget Your Roots
Don't Forget Your Roots is het zesde studioalbum van de Amerikaanse punkband H2O.
Het werd uitgebracht via Bridge 9 Records op 15 november 2011 en is het tweede studioalbum dat de band via dit label heeft laten uitgeven. Het bevat enkel covers van andere punknummers.

## Nummers
1. "Attitude" (Bad Brains) - 1:30
2. "Satyagraha" (7 Seconds) - 3:11
3. "Pride (Times Are Changing)" (Madball) - 2:21
4. "Get the Time" (Descendents) - 3:06
5. "Said Gun" (Embrace) - 2:09
6. "I Wanna Live" (Ramones) - 2:39
7. "Cats and Dogs" (Gorilla Biscuits) - 1:42
8. "Someday I Suppose" (The Mighty Mighty Bosstones) - 2:56
9. "Journey to the End of the East Bay" (Rancid) - 3:11
10. "Safe" (Dag Nasty) - 3:04
11. "Sick Boys" (Social Distortion) - 3:13
12. "Friends Like You" (Sick of It All) - 1:08
13. "Train in Vain" (The Clash) - 2:26
14. "Scared" (Verbal Assault) - 4:16
15. "Don't Forget the Struggle, Don't Forget the Streets" (Warzone) - 2:22

## Band
- Toby Morse - zang
- Todd Morse - gitaar, zang
- Adam Blake - basgitaar
- Todd Friend - drums
- Rusty Pistachio - gitaar, zang